# MetroBus Maputo

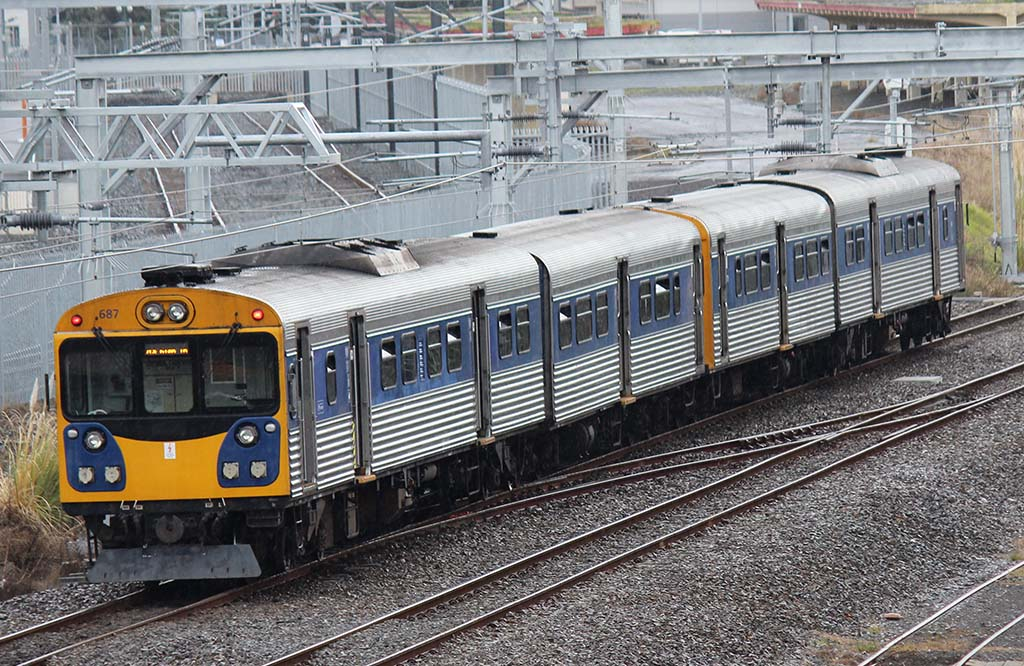
Für das Vorortbahnsystem werden gebrauchte Züge des Typs ADB/ADK aus Neuseeland genutzt. Das Bild zeigt einen Zug des Typs nahe dem Bahnhof Britomart, Auckland.

MetroBus ist ein Vorortbahnsystem mit Busanschlussverkehren im Großraum der mosambikanischen Hauptstadt Maputo. Der Betrieb auf der ersten (von vier) Strecken der staatlichen CFM begann Anfang Februar 2018.

## Angebot
Das Angebot MetroBus ist eine öffentlich-private Partnerschaft zwischen dem privaten Schienenverkehrsunternehmen Fleet Rail und der staatlichen Eisenbahngesellschaft CFM. Ziel ist es, ein getaktetes Vorortbahnsystem im Großraum Maputo auf den Strecken Maputo–Manhiça (Linha de Limpopo), Maputo–Matola (Ramal de Matola), Maputo–Goba (Linha de Goba) und Maputo–Ressano Garcia (Linha de Ressano Garcia) aufzunehmen. Das neue Verkehrssystem soll hauptsächlich Pendlern aus den Vorstädten dienen. Speziell eingerichtete Busverkehre von verschiedenen Vororten sowie innerhalb Maputos sind als Zubringer zu den Zügen eingerichtet.
Es wird mit rund 3,6 Millionen Fahrgästen im Jahr 2018 gerechnet. Die erste Linie zwischen Maputo und Matola bzw. Boane nahm den Verkehr Anfang Februar 2018 auf, ab Juli 2018[veraltet] auch zwischen Maputo–Marracuene. Ab November 2018 sind Verlängerungen der Linien nach Manhiça (über Marracuene), Goba (über Boane) und Ressano Garcia geplant. Die ersten Testfahrten nach Goba und Marracuene fanden Anfang Dezember 2017 statt. In Matola errichtet der Betreiber zunächst einen provisorischen Halt, bevor ein komplett neuer Bahnhof inklusive eines Autoparkplatzes für bis zu 400 Fahrzeuge errichtet wird.
Bisher sind die Verkehre jedoch nicht vergleichbar mit Vorortbahnnetzen anderer afrikanischer Großstädte (wie Johannesburg, Kapstadt, Kairo). Hauptsächlich fahren die Züge nur in Lastrichtung (morgens nach Maputo, nachmittags/abends von Maputo). Das Verkehrsunternehmen plant eine starke Ausweitung des Angebots, wofür jedoch noch die entsprechende Anzahl an Fahrzeuge fehlt.
Finanziert wird das Verkehrssystem durch das private Unternehmen Fleet Rail (ein Tochterunternehmen des Unternehmens Sir Motors), die staatliche CFM, sowie die Stadt- bzw. Distriktverwaltungen von Maputo, Matola, Boane, Marracuene und Machava.

## Fahrzeuge
Als Schienenfahrzeuge kaufte Fleetrail vier gebrauchte, dieselbetriebene Züge mit jeweils vier Wagen des Typs ADK/ADB aus Neuseeland, die zwischen 1994 und 2014 als Vorortzüge im Großraum Auckland genutzt wurden.

## Fahrkarten
Für das Vorortbahnsystem gibt das Unternehmen aufladbare, im Voraus bezahlte Fahrscheinkarten aus. Relativ hohe angekündigte Preise für Monatsabonnements von bis zu 3500 Meticais (~50 Euro) sorgten für Kritik in den Medien und sozialen Netzwerken, angesichts des relativ niedrigen Lohnniveaus in dem Land. Das Unternehmen erklärte, es setze als Kundengruppe gezielt auf Pendler aus der Mittelklassenschicht. Inzwischen wurden, nach Verhandlung mit der nationalen Regierung, die Preise teils massiv gesenkt.

## Expansion
Im April 2018 kündigte der mosambikanische Verkehrsminister Carlos Mesquita ein vergleichbares Angebot für den Großraum Beira an. Dort sollen getaktete Vorortzüge zwischen Beira und Dondo (auf der „Linha de Machipanda“) verkehren.